# Guppys
Die Guppys (Acanthophacelus) sind eine aus drei Arten bestehende Untergattung der Gattung Poecilia aus der Gruppe der Lebendgebärenden Zahnkarpfen (Poeciliinae). Von den drei Guppyarten gehört der Gewöhnliche Guppy zu den am häufigsten gehaltenen Aquarienfischen und auch Endlers Guppy ist ein beliebter Süßwasserzierfisch geworden.

## Verbreitung
Alle drei Guppyarten leben im nördlichen Südamerika. Das ursprüngliche Verbreitungsgebiet des Gewöhnlichen Guppy lässt sich nicht mehr genau bestimmen, da es vom Menschen weit ausgeweitet wurde. Wahrscheinlich lag es im nördlichen und mittleren Teil Venezuelas, im nördlichen Guyana und Suriname und auf Trinidad. Endlers Guppy kommt in zwei isolierten Gebieten im venezolanischen Bundesstaat Sucre und der Oropuche-Guppy in einem isolierten Flusssystem im Nordosten von Trinidad vor.

## Merkmale
Alle drei Guppyarten weisen einen deutlichen Geschlechtsdimorphismus auf. Die Weibchen sind sehr viel größer als männliche Guppys und erreichen Längen von 2,6 bis 5,5 cm. Sie sind schlicht gräulich-beige gefärbt und kräftig gebaut. Geschlechtsreife Weibchen weisen einen deutlich erkennbaren Trächtigkeitsfleck auf. Die Flossen sind nicht ausgezogen.
Männliche Guppys ohne Domestikationseinflüsse werden 1,4 bis 2,8 cm lang. Schon bei den Wildformen können einige Flossenstrahlen der Rücken- und der Schwanzflosse verlängert sein. Zudem sind sie durch allerlei Flecken und Bänder bunt gemustert.
Beim Guppy und bei Endlers Guppy wird die Rückenflosse von 6 bis 7 Flossenstrahlen gestützt, die Afterflosse von 9 und die Schwanzflosse von 12 bis 14 Strahlen. In der Artbeschreibung des Oropuche-Guppy werden nur 6 Strahlen für die Rückenflosse genannt. Bei den Männchen der vier Guppy-Arten ist die Afterflosse zu einem Begattungsorgan, dem Gonopodium umgeformt. Die ersten beiden Afterflossenstrahlen sind kurz, die dritte, vierte und fünfte sind verlängert und bilden eine Rinne zum Spermientransfer, die Flossenstrahlen 6, 7, 8 und 9 sind verkürzt.

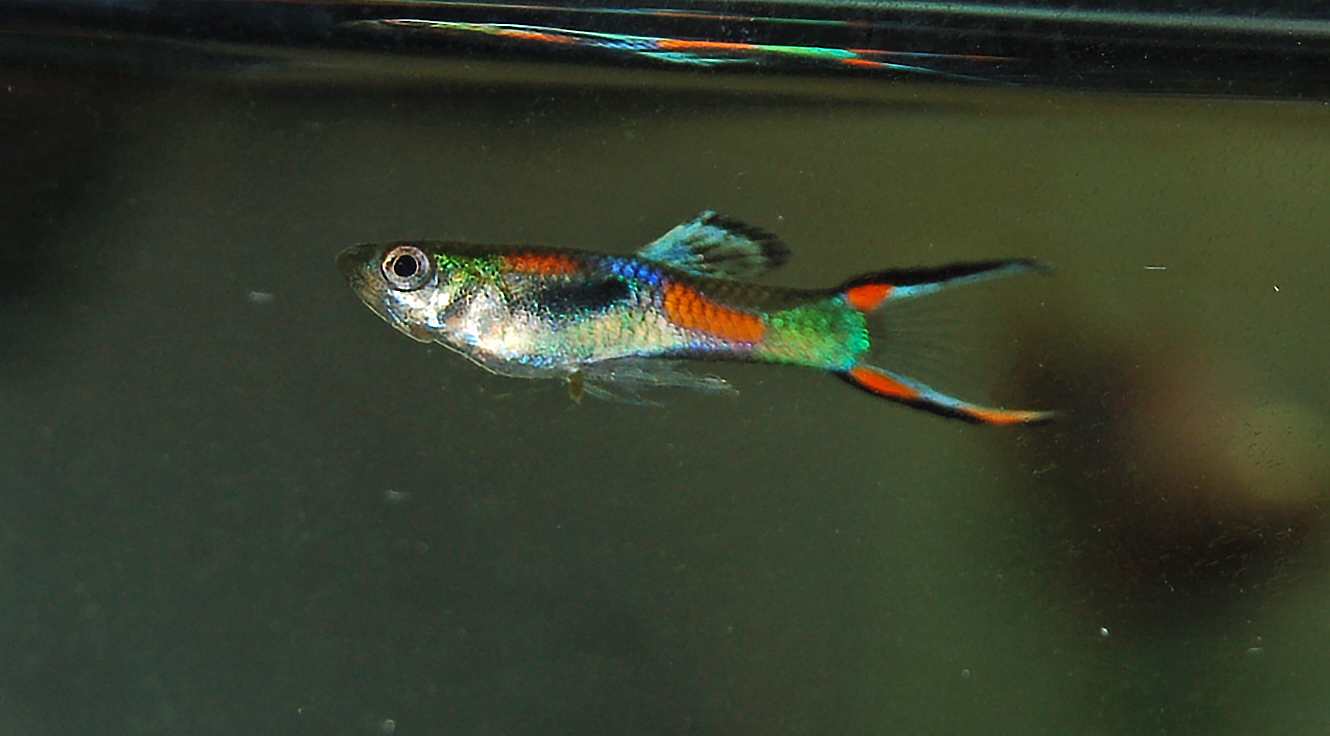
Männchen von Endlers Guppy

## Systematik
Acanthophacelus ist eine Untergattung von Poecilia, zu der neben den Guppys auch noch die in Aquarianerkreisen sogenannten Mollys, Untergattung Mollienesia, und weitere Arten gehören. Wahrscheinlich ist Acanthophacelus enger mit der in südamerikanischen Weichwasserbiotopen vorkommenden und im Erscheinungsbild sehr ähnlichen Untergattung Micropoecilia verwandt als mit den übrigen Untergattungen von Poecilia.

## Arten
- Poecilia obscura Schories, Meyer & Schartl, 2009 (Oropuche-Guppy)
- Poecilia reticulata Peters, 1859 (Guppy)

Synonyme: Poecilia guppii (Günther, 1866); P. kempkesi Poeser, 2013
- Poecilia wingei Poeser, Kempkes & Isbrücker, 2005 (Endlers Guppy)

Beim Gewöhnlichen Guppy, der eine große innerartliche Variabilität hat, lassen sich verschiedene Populationen unterscheiden (Nordvenezuela-Guppy, Orinoko-Guppy, Guyana-Guppy, Westtrinidad-Guppy, Osttrinidad-Guppy).